# سد توودو
سد توودو (به پرتغالی: Barragem de Touvedo) یک سد وزنی و نیروگاه برقابی در پرتغال است که در منطقه ویانا دو کاستلو واقع شده‌است.